# Battaglia di Cabo de São Vicente (1641)
La battaglia di Cabo de São Vicente fu una battaglia navale della guerra degli ottant'anni e della guerra dei trent'anni, combattuta la largo di Cabo de São Vicente tra la flotta olandese al comando dell'ammiraglio Artus Gijsels e lo squadrone spagnolo comandato dall'ammiraglio Juan Alonso de Idiáquez y Butrón. La flotta olandese, pesantemente danneggiata, venne costretta ad abbandonare il suo attacco pianificato alla flotta tesoriera spagnola.

## Antefatto
Nel 1641, dopo la guerra di restaurazione portoghese, il governo del Portogallo, con l'aiuto olandese e francese, si preparò a dare inizio ad un'offensiva contro la Spagna via mare. Dom António Telles da Silva, che aveva combattuto gli olandesi in India, venne designato al comando di uno squadrone di 16 navi che, assieme ad un altro squadrone di 30 navi olandesi al comando dell'ammiraglio Artus Gijsels, venne incaricato di catturare le città spagnole di Cadice e Sanlúcar. Il tentativo fallì per via dell'incontro che il gruppo ebbe con 5 navi della flotta di Dunkirk al comando di Judocus Peeters, il quale stava dando la caccia ad una flottiglia di pirati barbareschi al largo di Cabo de São Vicente. Peeters cercò di raggiungere Cadice senza perdere una singola nave e mettere così in allerta il marchese di Ayamonte e don Gaspar Alfonso Pérez de Guzmán.
Gijsels e Telles tornarono a Lisbona, dove Telles venne rimpiazzato da Tristão de Mendonça, ex ambasciatore nella repubblica olandese. La flotta portoghese quindi salpò con quella francese guidata dal marchese Jean Armand de Maillé-Brézé, mentre la flotta olandese salpò per intercettare e catturare la flotta spagnola delle Indie occidentali tra le Azzorre e Cabo de São Vicente. Era questa una manovra azzardata dal momento che le navi olandesi sapevano che la flotta delle Indie non sarebbe apparsa all'orizzonte prima di novembre.

## La battaglia
Lo squadrone spagnolo della Galizia, al comando di Don Andrés de Castro, lo squadrone di Napoli al comando di Don Martín Carlos de Mencos, ed i galeoni di Don Pedro de Ursúa, vennero convocati d'urgenza a Cadice per intercettare la flotta olandese. Il governatore militare di Cadice, Don Juan Alonso de Idiáquez y Butrón, duca di Ciudad Real, venne nominato comandante della flotta in sostituzione del capitano generale, il duca di Maqueda, malato all'epoca. Questi era un veterano delle battaglie su terra ed aveva preso parte all'assedio di Leucate contro i francesi, ma non aveva esperienze in marina.
La flotta di Gijsels venne avvistata al largo di Cabo de São Vicente il 4 novembre. Il duca di Ciudad Real immediatamente ordinò di attaccare i principali vascelli nemici. Dopo diverse perdite gli spagnoli riuscirono a bloccare l'assalto e le navi tornarono a Cadice. Ad ogni modo, la condotta spagnola non piacque a re Filippo IV di Spagna che la criticò, in particolare per gli ufficiali Don Martín Carlos de Mencos, l'ammiraglio Don Pedro de Ursúa, ed i capitani Pedro Girón, Gaspar de Campos e Adrián Pulido.
Michiel de Ruyter presenziò alla battaglia come contrammiraglio della flotta olandese.

## Conseguenze
Alcune navi olandesi al comando di Artus Gijsels, abbandonate dai loro alleati portoghesi e francesi, si portarono in Inghilterra per cercare riparo.